# Rehm (Familienname)
Rehm ist ein deutscher Familienname.

## Namensträger

### A
- Adolf Rehm (Paul Adolf Rehm; 1867–1952), deutscher Bildhauer
- Ägidius Rehm (auch Egidius Rem; 1486–1535), deutscher Geistlicher, Bischof von Chiemsee
- Albert Rehm (1871–1949), deutscher Klassischer Philologe
- Alfred Rehm (1922–2006), deutscher Heimatforscher und Politiker
- Amalie Rehm (1815–1883), deutsche Diakonisse, Oberin von Neuendettelsau
- Arnold Rehm (1896–1976), deutscher Schriftsteller

### B
- Bernhard Rehm (1909–1942), deutscher Klassischer Philologe

### C
- Clemens Rehm (* 1959), deutscher Archivar und Historiker

### D
- Diane Rehm (* 1936), US-amerikanische Moderatorin und Autorin
- Dieter Rehm (Chemiker) (1938–2019), deutscher Fotochemiker
- Dieter Rehm (Fotokünstler) (* 1955), deutscher Fotokünstler
- Dieter Rehm (Turner) (* 1974), Schweizer Turner

### E
- Elisabeth Rehm (Elisabeth Rehm-Wank), deutsche Musikerin und Fernsehmoderatorin
- Ellen Rehm (* 1962), deutsche Orientalistin, Archäologin und Hochschullehrerin
- Ernst Rehm (Mediziner) (1860–1945), deutscher Psychiater
- Ernst Rehm (Architekt) (1886–1956), Schweizer Architekt

### F
- Franz Rehm († 1962), deutscher Verleger, siehe Verlagsgruppe Hüthig Jehle Rehm
- Friedrich Rehm (1792–1847), deutscher Historiker
- Fritz Rehm (1871–1928), deutscher Maler, Grafiker, Illustrator und Designer

### G
- Gallus Rehm (1924–2020), deutscher Werkstoffwissenschaftler und Hochschullehrer
- Georg Hans Müller-Rehm (1905–1945), deutscher Maler
- Georg-Wilhelm Rehm (1927–2005), deutscher Verwaltungsbeamter, Beamteter Staatssekretär
- Gerhard Rehm (Unternehmer) (1816–1892), deutscher Unternehmer, Spekulant und Stifter
- Gerhard Rehm (Musiker) (1926–2004), deutscher Kirchenmusiker, Komponist, Chorleiter und Orgelsachverständiger
- Gloria Rehm, deutsche Opernsängerin
- Gottfried Rehm (1926–2020), deutscher Orgel- und Heimatforscher

### H
- Hannes Rehm (1943–2017), deutscher Bankmanager, Vorstandsvorsitzender
- Hans Rehm (Zahnmediziner) (1903–1967), deutscher Zahnmediziner
- Hans-Jürgen Rehm (1927–2017), deutscher Mikrobiologe
- Hans Peter Rehm (* 1942), deutscher Mathematiker und Schachkomponist
- Heinrich Rehm (1828–1916), deutscher Gerichtsmediziner und Botaniker
- Helmut Rehm (1911–1991), österreichischer Grafiker und Maler
- Hermann Rehm (Rechtswissenschaftler) (1862–1917), deutscher Rechtswissenschaftler, Hochschullehrer und Politiker (Elsaß-Lothringische Mittelpartei)
- Hermann Siegfried Rehm (1859–nach 1937), deutscher Journalist und Schriftsteller
- Hubert Rehm (Siegfried Bär; * 1951), deutscher Publizist, Autor und Verleger

### J
- Johann Matthäus Rehm, deutscher Goldschmied
- Johannes Rehm (Politiker) (1826–1900), deutscher Beamter und Politiker, MdL Württemberg
- Johannes Rehm (Theologe) (* 1957), deutscher Theologe
- Josef Rehm (1923/24–2011), deutscher Heimatforscher
- Jürgen Rehm (* 1958), deutsch-kanadischer Psychologe

### K
- Karl Rehm (Jurist) (1805–1871), deutscher Jurist, Richter und Autor
- Karl Rehm (Maler) (1890–??), deutscher Maler und Glasdesigner
- Klaus Müller-Rehm (1907–1999), deutscher Architekt
- Kurt Rehm (Sänger) (1915–2011), deutscher Sänger (Bassbariton)
- Kurt Rehm (Maler) (1929–2018), deutscher Maler und Grafiker

### L
- Lukas Rehm (* 1990), deutscher Politiker

### M
- Margarete Rehm (1933–2012), deutsche Bibliothekarin
- Maria Rehm (1915–2002), österreichische Malerin und Illustratorin
- Markus Rehm (Didaktiker) (* 1966), deutscher Chemiker, Fachdidaktiker und Hochschullehrer
- Markus Rehm (* 1988), deutscher Leichtathlet
- Martin Rehm (Theologe) (1905–1990), deutscher Theologe
- Martin Rehm (Fotograf) (* 1985), deutscher Fotograf
- Max Rehm (1896–1992), deutscher Jurist und Historiker
- Michaela Rehm (* 1970), deutsche Philosophin und Hochschullehrerin
- Michaela Bachem-Rehm (* 1973), deutsche Historikerin

### O
- Otto Rehm (Mediziner) (1876–1941), deutscher Neurologe und Psychiater
- Otto Rehm (Komponist) (1887–1971), deutsch-schweizerischer Ordensgeistlicher, Komponist und Musikpädagoge

### P
- Paul Rehm (Mediziner) (1847–1910), deutscher Psychiater und Neurologe
- Paul Rehm (Maler) (1889–1939), deutscher Maler
- Paul Adolf Rehm (1867–1952), deutscher Bildhauer, siehe Adolf Rehm
- Peter Rehm (* vor 1983), deutscher Meeresbiologe
- Philipp Rehm (* 1979), deutscher Jazzbassist

### R
- Adolf Rehm (1867–1952), deutscher Bildhauer
- Reinhold Rehm (1877–1947), deutscher Maler und Grafiker
- Robert Rehm (1926–2012), deutscher Politiker (SPD)
- Robin Rehm (* 1965), deutscher Kunsthistoriker und Hochschullehrer
- Rüdiger Rehm (* 1978), deutscher Fußballspieler
- Rudolf Rehm (1897–nach 1933), deutscher Politiker (NSDAP, KPD)

### S
- Sigmund Rehm (1911–2001), deutscher Pflanzenbauwissenschaftler
- Stefanie Rehm (* 1950), deutsche Pädagogin und Politikerin (CDU)

### T
- Theo Rehm (1896–1970), deutscher Politiker (NSDAP)
- Theodor Rehm (1828–1903), deutscher Geistlicher und Theologe

### U
- Ulrich Rehm (* 1964), deutscher Kunsthistoriker und Hochschullehrer

### V
- Verena Rehm (* 1984), deutsche Sängerin
- Victoria Maria Rehm (* 1992), deutsche Schauspielerin

### W
- Walter F. Rehm (* 1926), deutscher Veterinärmediziner und Heimatforscher
- Walther Rehm (1901–1963), deutscher Literaturwissenschaftler
- Werner Rehm (Jazzmusiker) (1930–2009), deutscher Jazztrompeter
- Werner Rehm (Schauspieler) (* 1934), deutscher Schauspieler
- Wilfried Rehm (* 1938), deutscher Musiker
- Wilhelm Rehm (Ökonom) (1885–1955), deutscher Ökonom, u. a. Verfasser von Der deutsche Mensch in der Wirtschaft (1933)
- Wilhelm Rehm (Geistlicher) (1900–1948), deutscher Pfarrer und Lehrer, Führungsfigur in der Reichsbewegung deutscher Christen
- Willi Rehm (Biwi Rehm; 1934–2020), deutscher Musiker und Brauchtumspfleger
- Wolfgang Rehm (1929–2017), deutscher Musikwissenschaftler